# Comme un avion sans aile
Comme un avion sans aile est une chanson de Charlélie Couture, extraite de son album Poèmes rock sorti en 1981 sur le label Island Records.

## Historique
C'est le premier grand succès de l'artiste, qui le fait connaître auprès du grand public. La chanson symbolise le changement, à l'époque de l'arrivée des radios libres dans le paysage audiovisuel. Elle a été comparée mélodiquement à No Woman, No Cry de Bob Marley.
Le titre a été repris en duo par Charlélie Couture et Stephan Eicher dans l'émission Taratata en 1994, et par Philippe Katerine dans son album 52 reprises dans l'espace en 2011.